# František Novotný (politik)
František Novotný (18. září 1884 – 2. března 1949) byl československý politik a meziválečný poslanec Národního shromáždění za Národní sjednocení.

## Biografie
Profesí byl lékařem, specializoval se na rentgenologii. Podle údajů z roku 1935 bydlel v Chrudimi.
Nejprve byl členem Národní obce fašistické, posléze byl v parlamentních volbách v roce 1935 zvolen za Národní sjednocení do Národního shromáždění. Mandát si oficiálně podržel do zrušení parlamentu roku 1939, přičemž v prosinci 1938 ještě přestoupil do poslaneckého klubu nově založené Strany národní jednoty.
Zemřel roku 1950.